# 木坂俊平
木坂 俊平（きさか しゅんぺい、1910年7月27日 - 1986年4月4日）は、童謡作家。

## 経歴
兵庫県神崎郡中寺村（のち香寺町、現姫路市）生まれ。本名・市場周久（かねひさ）。2歳で姫路に移る。
家庭の事情のため中学を中退、郵便配達などの職につく。詩を書き始めて木山捷平に師事しそこから木山俊平の筆名を得る。
1934年大阪ガスに就職。1935年小春久一郎、渡辺香雪と童謡誌『胡桃』を創刊、豊田次雄らと大阪童謡芸術協会を設立。童謡作家として活動、十年ほど肺結核で病臥し夫人が書店を経営して家計を支えた。
1986年『関西の童謡運動史』（没後刊行）で日本児童文学学会特別賞受賞。1988年日本童謡賞特別賞受賞。

## 著書
- 『生きる唄 民謡集』淵と斷崖社 1930
- 『土方民謡集』原田開春堂出版部 1932
- 『関西の童謡運動史』畑中圭一編 木坂俊平遺稿刊行会 1987